# ألغ بك
ميرزا محمد طارق بن شاهرخ وشهرته أُلُغ بك (بالأوزبكية: Ulugʻbek)‏‎ (بالفارسية: اُلُغ‌بیگ) ولد عام 1394 في مدينة سلطانية بإيران وتوفي عام 1449 قرب سمرقند، كان أميراً وعالم فلك ورياضيات وضالعاً في هندسة الفضائية، وهو الابن البكر لمعين الدين شاهرخ التيموري من زوجته المفضلة الفارسية النبيلة المعروفة گوهرشاد وهو حفيد القائد المغولي تيمورلنك مؤسس الدولة التيمورية.
لقب بأُلُغ بك التي تعني الأمير الكبير منذ شبابه. توج أبوه شاهرخ ملكا عام 1409 وجعل من مدينة هراة التي توجد بأفغانستان الآن عاصمة له وهي التي ألفها لما كان واليا من قبل على خراسان.عينه أبوه واليا على سمرقند وهو ابن ستة عشر سنة ولم يكن مهتماً بالسياسة فاستفاد من حنكة أبيه الإدراية لينكب على الاهتمام بالعلم.
فلما توفي شاهرخ عام 1447 تولى الملك لكن لم يستتب له الأمر حيث تمرد عليه ابنه البكر عبد اللطيف الذي نجح في اغتياله عام 1449، ونصب نفسه ملكا قبل أن يقتل هو أيضا عام 1450.

## أوائل حياته
كان حفيد الفاتح العظيم تيمور (تامرلان) (1336-1405) وكان الابن الأكبر لشاهرخ وكلاهما جاء من قبيلة برلس التركية  من ترانسوكسيانا (أوزبكستان حالياً). كانت والدته سيدة نبيلة تدعى كوهرشاد ابنة عضو الطبقة التركيبة القبلية التركية  الأرستقراطية غياث الدين طرخان.
ولد أُلُغ بك في السلطانية أثناء غزو جده لبلاد فارس. وسمي مرزا محمد طراغاي. لم يكن اسم أُلُغ بك الذي اشتهر به اسماً شخصياً حقيقياً، بل اسماً مستعاراً يمكن ترجمته على أنه «حاكم عظيم» وهو المكافئ التركي للقب تيمور الفارسي العربي أمير كبير.
قام بالتجوال في طفولته في جزء كبير من الشرق الأوسط والهند في حين كان جده يقوم بتوسيع فتوحاته في تلك المناطق. نقل شاهرخ عاصمة الإمبراطورية إلى هراة (في أفغانستان الحديثة). وأصبح أولغ بيغ البالغ من العمر ستة عشر عاماً حاكماً للعاصمة السابقة سمرقند في عام 1409. في عام 1411 وعين سلطاناً على كل مافارانهر.

## إنجازاته العلمية
بدأ الحاكم المراهق بتحويل المدينة إلى مركز فكري للإمبراطورية. فقام بين عامي 1417 و1420 ببناء مدرسة («جامعة» أو «معهد») في ميدان ريجستان في سمرقند (في أوزباكستان حالياً) ودعا العديد من علماء الفلك والرياضيين الإسلاميين للدراسة هناك. ولا يزال مبنى المدرسة قائماً. كان تلميذ أُلُغ بك الأكثر شهرة في علم الفلك هو علي قوشي (توفي عام 1474). كان قاضي زادة الرومي المعلم الأكثر شهرة في مدرسة أولغ بيك ثم جاء جامشيد الكاشي عالم فلك للانضمام إلى الطاقم.
كما اشتهر في مجالات الطب والشعر. فقد اعتاد أن يخوض نقاشات مع الشعراء الآخرين حول القضايا الاجتماعية المعاصرة. كان يحب النقاش بأسلوب شعري يُدعى بحربيت بين الشعراء المحليين. وفقاً للكتاب الطبي الروسي ماشكوفسكي فإن أُلُغ بك قد اكتشف مزيجاً من الكحول مع الثوم وخلله على ما يبدو للمساعدة في علاج حالات مثل الإسهال والصداع وآلام المعدة وأدواء الأمعاء. كما قام بتقديم المشورة للمتزوجين حديثاً والتي تنطوي على وصفات تحتوي على المكسرات والمشمش المجفف والعنب المجفف. الخ وقد ادعى أنها مفيدة في زيادة الفحولة لدى الرجال. وهذه الوصفة موجودة في كتاب ابن سينا أيضاً.

## إسهاماته في العلوم الفلكية
لما ولي على سمرقند حولها إلى عاصمة للعلم والثقافة فبنى مدرسة فيها وفي بخارى واستدعى إليها علماء فلك ورياضيات مثل قاضي زاده الرومي وعلاء الدين القوشجي ليدرسوا فيها.وكان من بين تلامذته المعروفين الرياضي غياث الدين الكاشي.و قد بنى بيها محطة مراقبة للنجوم وفيها وضعوا الجداول السلطانية التي تسمى بالفارسية الزيج والذي كانت دقيقة جدا.بعد وفاة أُلُغ بك سافر علي القوشي إلى تبريز فإسطنبول ومن هناك وصلت الجدوال إلى أوروبا.
تمكنوا أيضاً من تصحيح وتدقيق موقع 992 نجم، وأضافوا إليها 27 نجماً زيادة على ماذكره عبد الرحمن الصوفي في كتابه «النجوم الثابتة». في عام 1437 تمكن أُلُغ بك من تدقيق طول المدة التي تلزم الشمس «للرجوع إلى موقعها» سنوياً أي مدة الحركة الظاهرية للشمس كما يلي:
```
365.2570370d =365d 6h 10m 8s وكان هامش الخطأ هو +58s
```

وم تصحح بإضافة 28 ثانية إلا من طرف نيكولاس كوبرنيكوس عام 1525 أي بعد 88 عاماً، وهي النسبة التي وافقهاأيضاً حساب ثابت بن قرة.

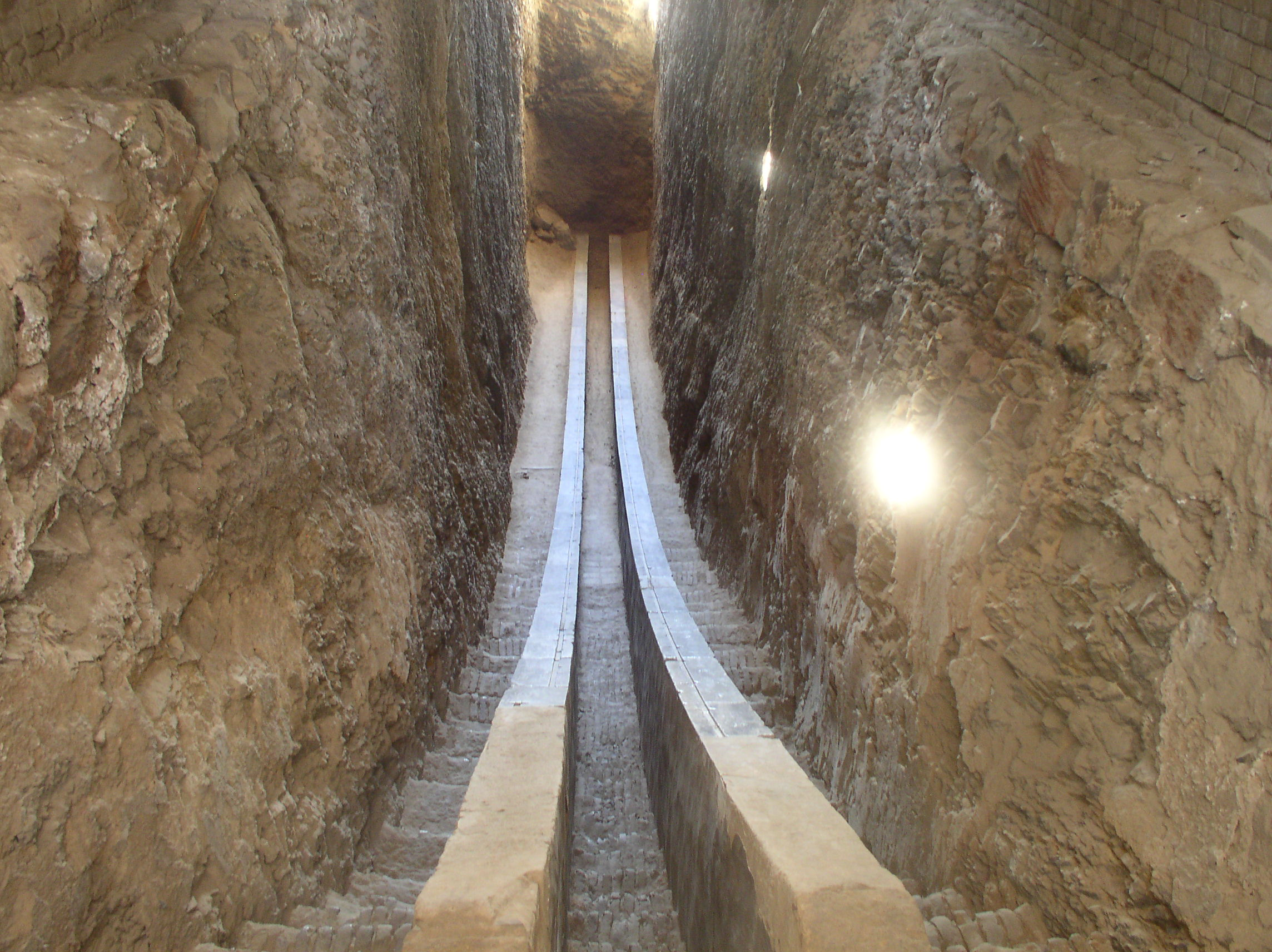
مرصد أُلُغ بك

دمرت محطة المراقبة أُلُغ بك بعد اغتياله وما بقي منها اكتشف من طرف مدرس وأركيولوجي عالم اثار هاو هو فلاديمير فياتيكين الذي أصبح لاحقا مدير متحف في سمرقند.

## الرياضيات
وضع أُلُغ بك جداول دقيقة لحساب مثلثات والتوابع المثلثية مثل الجيب والجيب تمام.

## إسهاماته في مجال العمارة
شيد «الخانقاه» -وهي بيت ينزل فيه المتصوفة- التي تميزت بأعلى قبة في العالم أنذاك، كما بنى في مدينة شهرسبز «مسجد أولغ بك» المسمى بالمسجد «المقطَّع»؛ وسمي بذلك الاسم، لأنه مزخرف من الداخل بالخشب المقطَّع اللون على النمط الصيني، كما شيد مسجد «شاه زنده»، والقصر ذا الأربعين عمودًا المعقودة بأبراج أربعة شاهقة، والمزين بصف من عمد المرمر، وابتنى قاعة العرش أو «الكرسي خانه»، وشيد «جيني خانه»، ونقش حوائطه بالصور أحد الفنانين الصينيين البارعين الذين أعجب بهم "أولغ بك".

## اغتياله

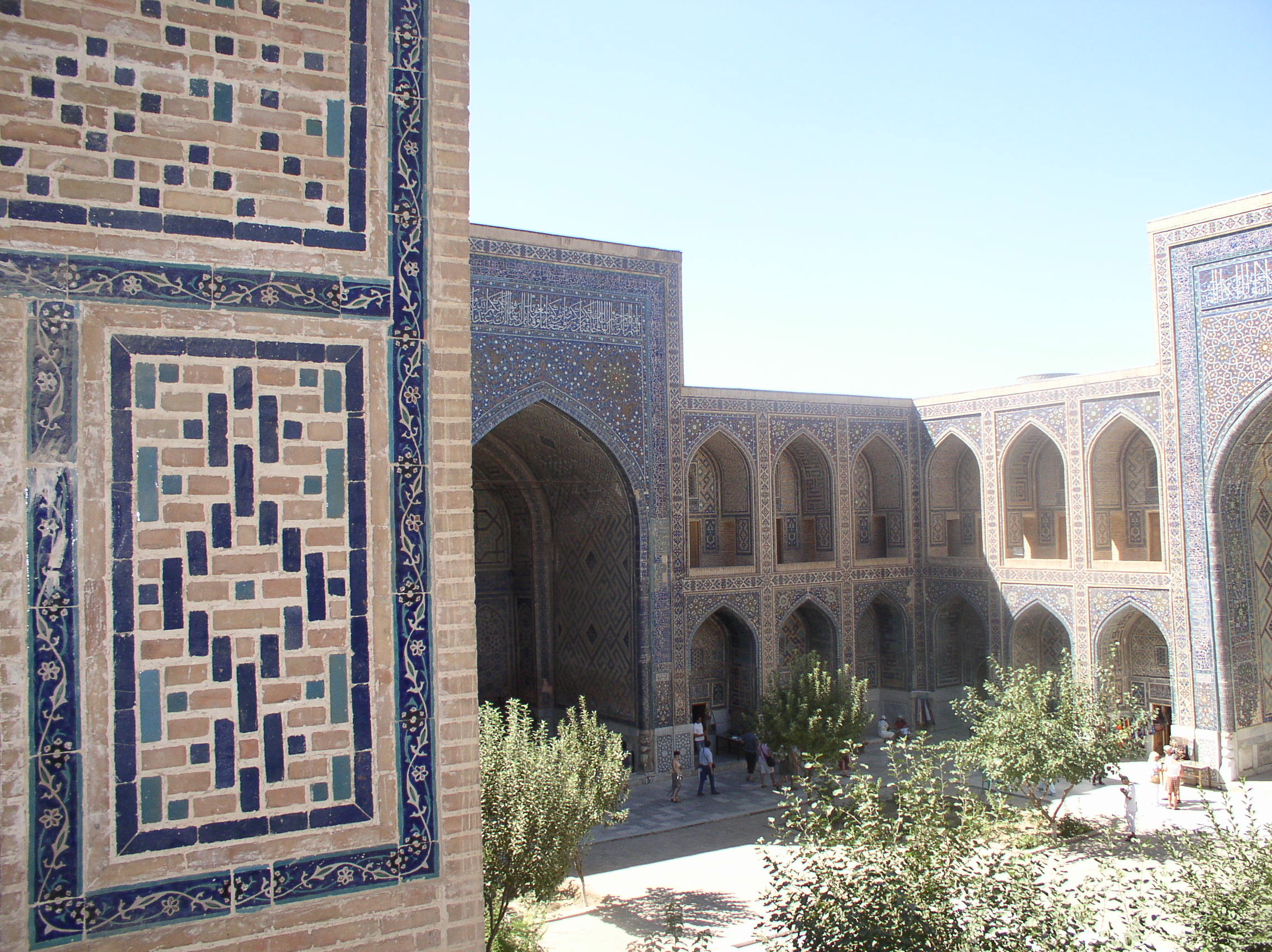
جامعة أُلُغ بك بسمرقند

لم يكن أُلُغ بك قويا في السياسة والإدارة مثل براعته في العلوم حيث خسر معارك كثيرة وهاجم بلا رحمة سكان مدينة هراة بعد هزيمته لميرزا علاء الدولة ابن باي سنقر. وبعدها بسنتين ذبحه ابنه عبد اللطيف لما كان في طريقه إلى مكة.
نقل أحد ملوك الإمبراطورية المغولية الملك ظهير الدين محمد بابر ما بقي من قبره إلى سمرقند الذي اكتشف عام 1941.

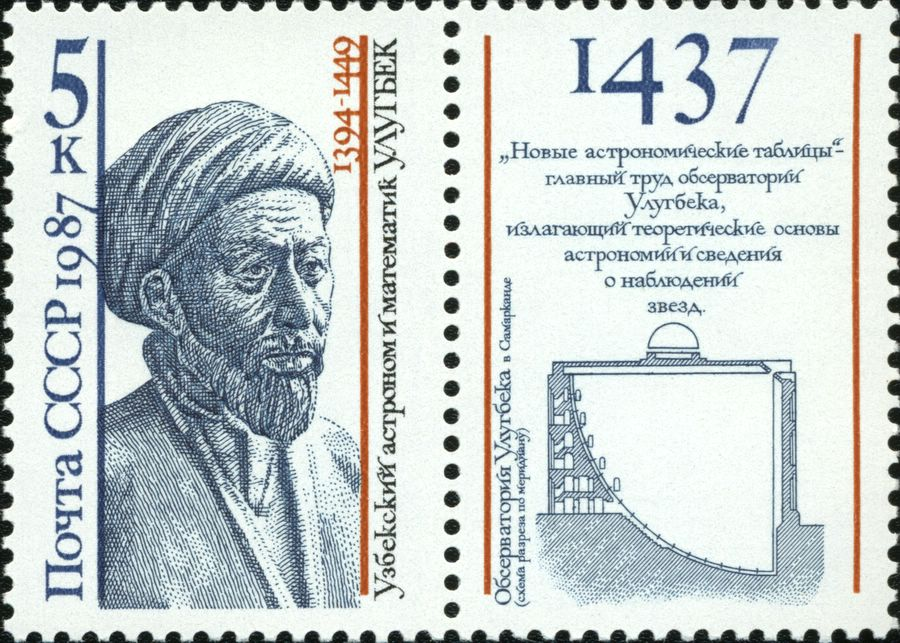
طابع أصدره الاتحاد السوفياتي حول أُلُغ بك

سمى العالم الألماني "يوهان هينريك فون مادلر" (بالألمانية: Johann Heinrich von Mädler) فوهة صدمية على سطح القمر باسم أُلُغ بك "Ulugh Beigh crater"عام 1830 وذلك للتذكير باسهاماته العظيمة في علم الفلك والهندسة الفضائية.

## الحرب على الخلافة ووفاته

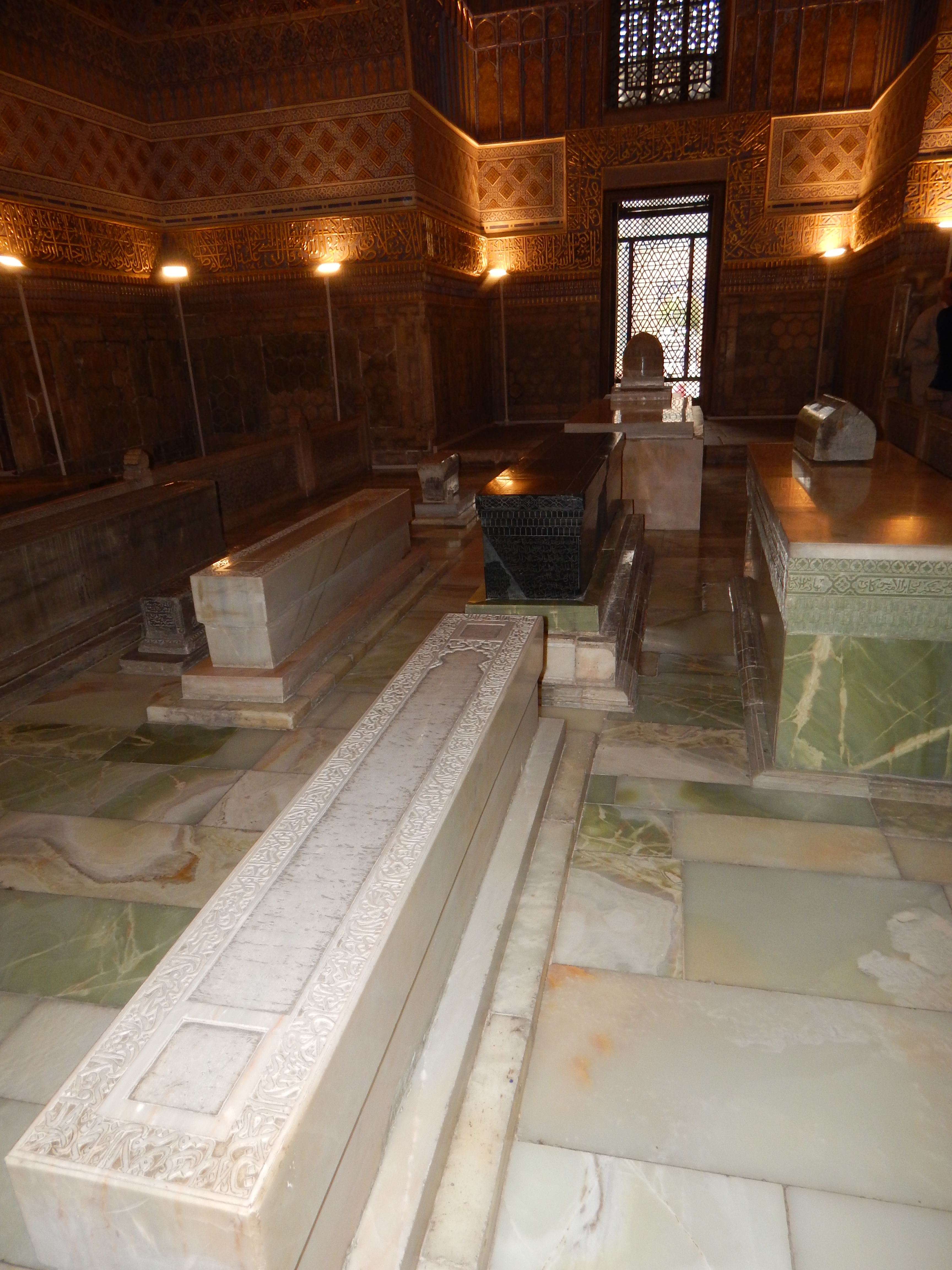
ضريح تيمورلنك في غور أمير – شاهد قبر داكن، عام 2016

ذهب أُلُغ بك إلى البلخ وذلك في عام 1447 بعد درايته بوفاة والده شاهرخ. هنا سمع أن علاء الدولة نجل شقيقه الراحل بيسونجور قد زعم حكم الإمبراطورية التيمورية في هيرات وبالتالي سار أُلُغ بك ضد علاء الدولة والتقى به في معركة في مرهب. هزم ابن أخيه وتقدم نحو هراة، فذبح شعبه في عام 1448. ومع ذلك، جاء أبو القاسم بابور ميرزا شقيق علاء الدولة لمساعدة الأخير وهزم أُلُغ بك.
تراجع أُلُغ بك إلى بلخ حيث وجد أن حاكمها ابنه البكر عبد اللطيف ميرزا قد تمرد ضده. ثم نشبت حرب أهلية أخرى. جند عبد اللطيف قوات للقاء جيش والده على ضفاف نهر عمو داريا. ومع ذلك، اضطر أُلُغ بك إلى التراجع إلى سمرقند قبل أي قتال بعد سماعه أنباء عن الاضطرابات في المدينة. وسرعان ما وصل عبد اللطيف إلى سمرقند واستسلم أُلُغ بك قسراً لابنه. أطلق عبد اللطيف والده من الحجز مما سمح له بالحج إلى مكة. ومع ذلك، كان حريصاً على أن أُلُغ بك لن يصل إلى وجهته مطلقًا والقيام باغتياله بالإضافة إلى شقيقه عبد العزيز الذي اغتيل عام 1449.
في نهاية المطاف تم رد اعتبار سمعة أُلُغ بك من قبل ابن أخيه عبد الله ميرزا (1450-1451)، الذي وضع رفاته عند قدمي تيمور في غور أمير في سمرقند  حيث عثر عليهم علماء الآثار السوفيت في عام 1941.

## زيجاته
- عكا بيجي ابنة محمد سلطان ميرزا بن جهانكير ميرزا وخان سلطان خانيكا والدة حبيبة سلطان المعروفة باسم خانزادة بيكم وآخر خانزادة بيكم
- السلطان بادي الملك بيكم، ابنة خليل سلطان بن ميران شاه وشاد مالك آغا
- عقي السلطان خانيكا، ابنة السلطان محمود خان اوجدي
- حُسن نيجار خانيكا، ابنة شمس جهان خان تشاغاتي
- شكور بي خانيكا، ابنة درويش خان جوتشي
- رقية سلطان أغا سيدة أرلات وأم عبد اللطيف ميرزا وأك باش بيكم والسلطان باخت بيكم
- مهر سلطان آغا ابنة توكال بن ساربوكة
- سعادة باخت آغا، ابنة بيان كوكالتاش، والدة قوتلوغ تورشان آغا
- دولت سلطان آغا، ابنة خواند سعيد
- بختي بي آغا، ابنة عكا صوفي الأوزبكية
- دولت بخت آغا، ابنة الشيخ محمد برلس
- سلطان آغا، والدة عبد الحميد ميرزا وعبد الجبر ميرزا
- السلطان مالك آغا، ابنة ناصر الدين والدة عبيد الله ميرزا وعبد الله ميرزا وعبد الله ميرزا

## اقرأ أيضا
- مرصد ألغ بك

## وصلات خارجية
- ألغ بك على موقع الموسوعة البريطانية (الإنجليزية)
- متحف أُلُغ بك
- سيرة أُلُغ بك من كلية الرياضيات سانت أندروز سكوتلاندا
- الحياة المأساوية لأُلُغ بك
- شجرة السلاطين التيموريين

| ألغ بك السلالة التيمورية |                            |                       |
| سبقه شاهرخ ميرزا         | الدولة التيمورية 1447–1449 | تبعه عبد اللطیف ميرزا |